# PSV Nickerie
PSV Nickerie, voluit Politie Sport Vereniging Nickerie, is een voetbalclub in Suriname. Thuishaven van de club is het Asraf Peerkhan Stadion in Nieuw-Nickerie met capaciteit voor 3400 toeschouwers.
De club werd op 20 oktober 2000 opgericht. Zes jaar later was PSV de winnaar van het Lidbondentoernooi, waarmee ze promoveerde naar de Eerste Klasse van de Surinaamse Voetbal Bond. De club is ook aangesloten bij de lokale Nickerie Voetbal Bond.
Het is niet de enige voetbalclub van de Surinaamse politie die op hoog niveau meespeelt in de Surinaamse competitie; een andere club is de Politie Voetbal Vrienden uit Paramaribo.